# Jules Bury
Jules Désiré Bury (Forchies-la-Marche, 28 december 1862) was een Belgisch voormalig schutter.

## Levensloop
Bury nam deel aan de Olympische Zomerspelen van 1900 te Parijs in diverse onderdelen. Zijn beste (individuele) prestatie aldaar was een zevende plaats in het onderdeel 'militair geweer, staand'. Daarnaast behaalde hij in 1910 met het Belgisch team brons op het onderdeel 'militair geweer, drie posities' op de wereldkampioenschappen te Loosduinen.
Volgens sommige bronnen behoorde Bury tot een familie van vuurwapenmakers en -graveurs en was zijn grootvader Georges François Bury, een van de partners in wapenfabrikant 'Bury fils et Donckier'.